# Церковь Святого Марка (Нью-Йорк)
Церковь Святого Марка (англ. St. Mark's Church in-the-Bowery) — приход Епископальной церкви, расположенный по адресу 131 East 10th Street, на пересечении Стёйвесант-стрит и Второй авеню в районе Ист-Виллидж на Манхэттене в Нью-Йорке. Приход был местом непрерывного христианского поклонения на протяжении более трёх с половиной столетий, что делает его старейшим местом непрерывной религиозной практики в Нью-Йорке. Это второе по возрасту церковное здание на Манхэттене.

## История и архитектура
В 1651 году Питер Стёйвесант, генерал-губернатор Новой Голландии, купил землю для беседки или фермы у Голландской Вест-Индской компании и к 1660 году построил семейную часовню на месте нынешней церкви Святого Марка. Стёйвесант умер в 1672 году и был похоронен в склепе под часовней.

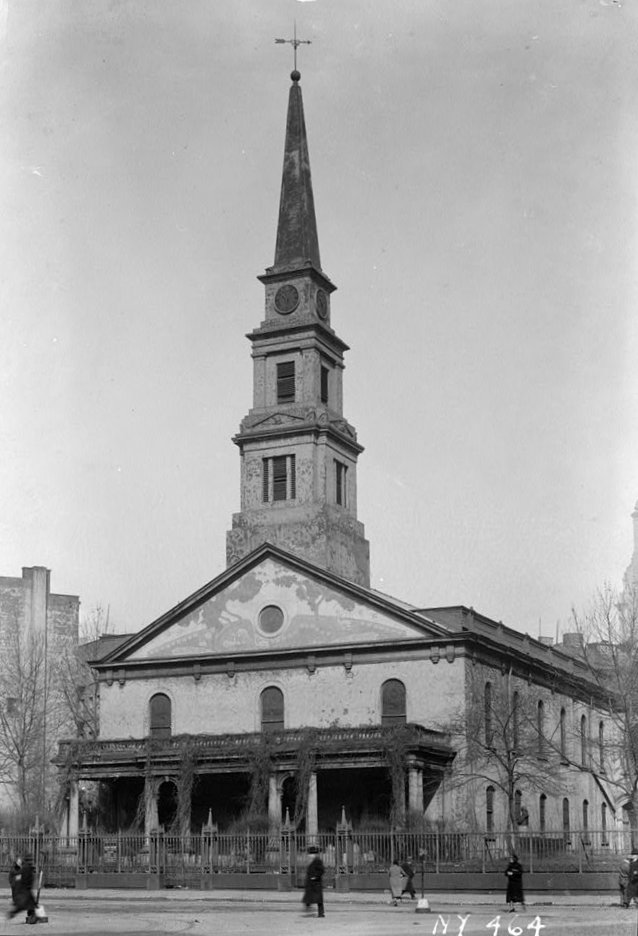
Церковь в 1936 году
(фото HABS)

Правнук Стёйвесанта, Петрус «Питер» Стёйвесант, продал имущество часовни Епископальной церкви за 1 доллар в 1793 году, оговорив, что новая часовня будет возведена для обслуживания деревни Бауэри, общины, которая объединилась вокруг семейной часовни Стёйвесантов. В 1795 году был заложен краеугольный камень современной церкви Святого Марка, а каменная церковь в георгианском стиле, построенная архитектором и каменщиком Джоном Маккомбом-младшим, была завершена и освящена 9 мая 1799 года. Александр Гамильтон оказал юридическую помощь в включении церкви Св. Марка в качестве первого епископального прихода, независимого от церкви Троицы в Нью-Йорке. К 1807 году на летних службах в церкви было до двухсот прихожан, а зимой — 70.

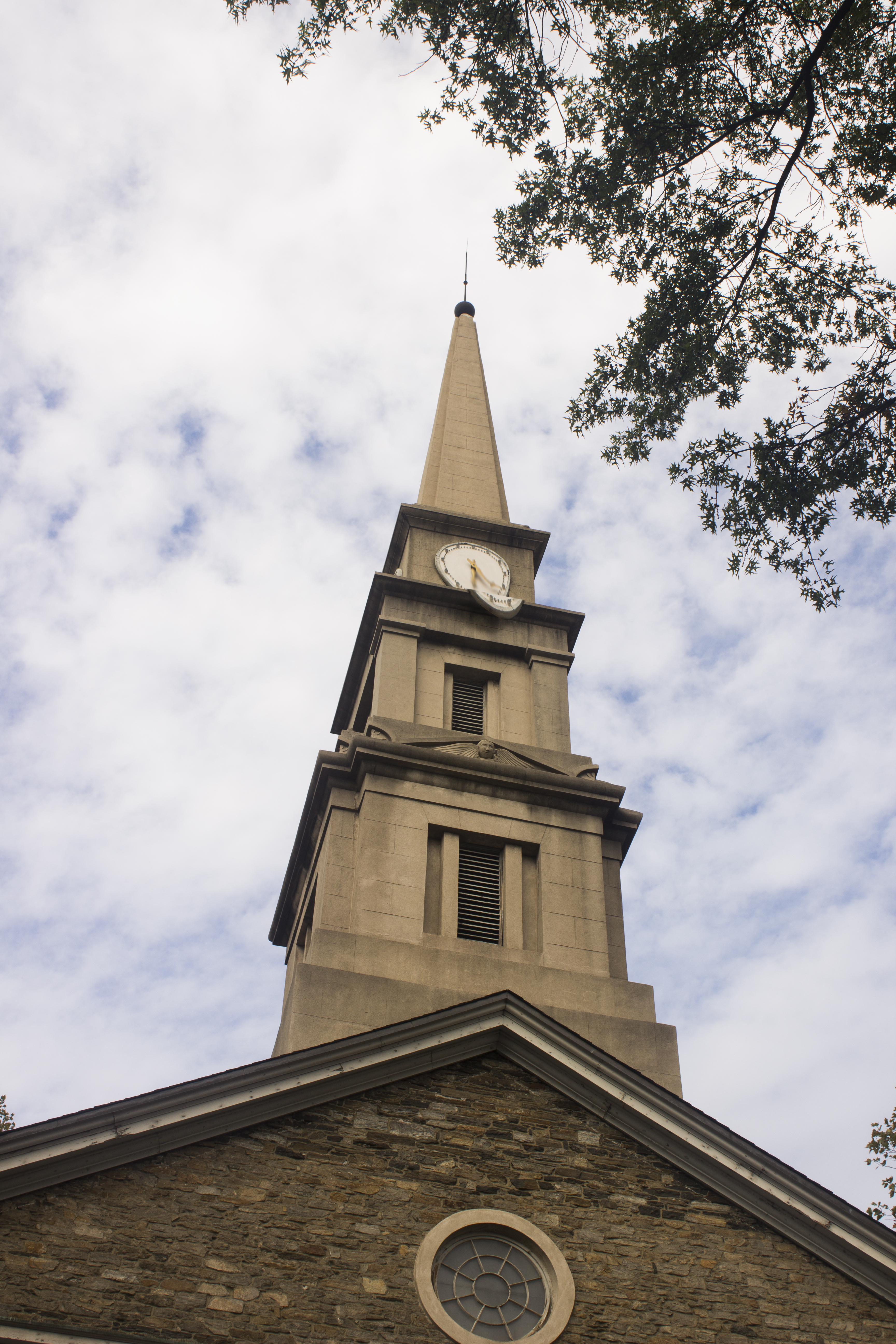
Вид на шпиль

В 1828 году был возведён церковный шпиль в неогреческом стиле, дизайн которого приписывают Мартину Евклиду Томпсону и Итиэлю Тауну. Больше изменений произошло в 1835 году, когда был построен каменный приходской зал Джона К. Такера, а в следующем году (1836) сама церковь была отремонтирована, первоначальные квадратные колонны были заменены более тонкими в стиле египетского возрождения. Кроме того, в 1838 году была добавлена нынешняя ограда из чугуна и кованого железа; эти ремонты приписываются Томпсону. Примерно в то же время была завершена двухэтажная воскресная школа из камня, и церковь открыла приходскую детскую школу для детей из бедных семей.
Позже, в 1861 году, церковь заказала кирпичную пристройку к приходскому залу, которая была спроектирована и строилась под контролем архитектора Джеймса Ренвика-младшего. Чугунный портик снаружи церкви был пристроен примерно в 1858 году; его дизайн приписывают Джеймсу Богарду, который был одним из первых новаторов в строительстве из чугуна.
В начале XX века ведущий архитектор Эрнест Флэгг спроектировал дом священника. В целом, в то время как в XIX веке церковь Святого Марка росла благодаря многочисленным строительным проектам, XX век был отмечен общественными работами и культурной экспансией.
В 1966 году были основаны «Поэтический проект» и «Кинопроект», впоследствии ставшие «Мастерской кино тысячелетия» (англ. Millennium Film Workshop). Кроме того, в 1975 году Ларри Фейгин основал площадку современного танца Danspace Project; была создана Секция по документации сообщества под руководством Артура Тобиера; а Молодёжный проект по сохранению расширился до программы обучения на полный день, в рамках которой была поставлена миссия по сохранению исторического экстерьера Святого Марка под руководством учителей-ремесленников. 27 июля 1978 года пожар почти уничтожил церковь. Для сбора средств на реконструкцию были основаны «Граждане за спасение собора Святого Марка», а Молодёжный проект по сохранению провёл реконструкцию под руководством архитектора Гарольда Эдельмана и мастеров, предоставленных подрядчиком по сохранению I. Maas & Sons. Фонд Landmark возник из инициативы «Граждане за спасение церкви Святого Марка» и продолжает существовать, помогая поддерживать и сохранять церковь Святого Марка для будущих поколений. Реставрация была завершена в 1986 году с новыми витражами, спроектированными Эдельманом.

## Применение

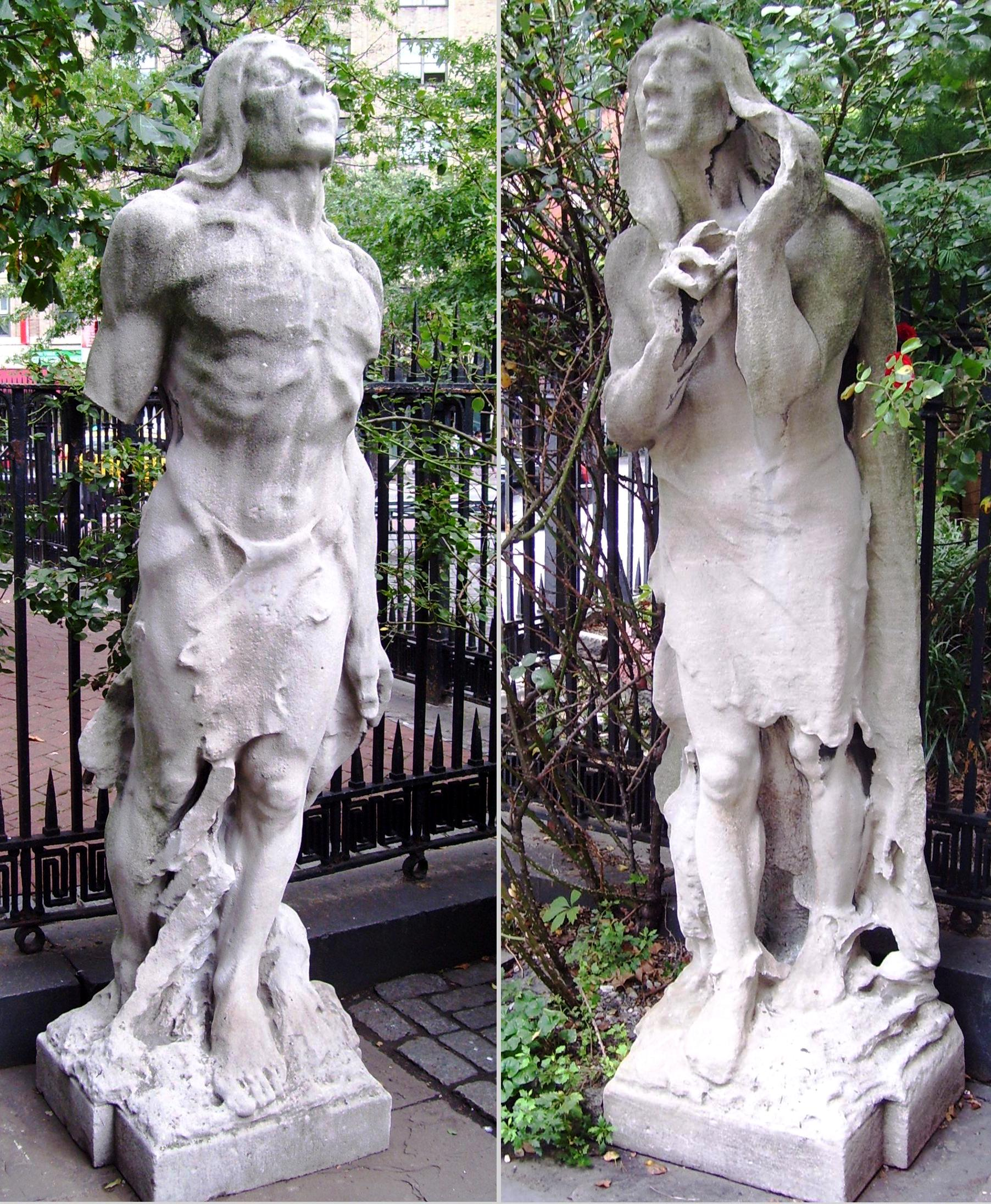
«Стремление» и «Вдохновение» Солона Борглума

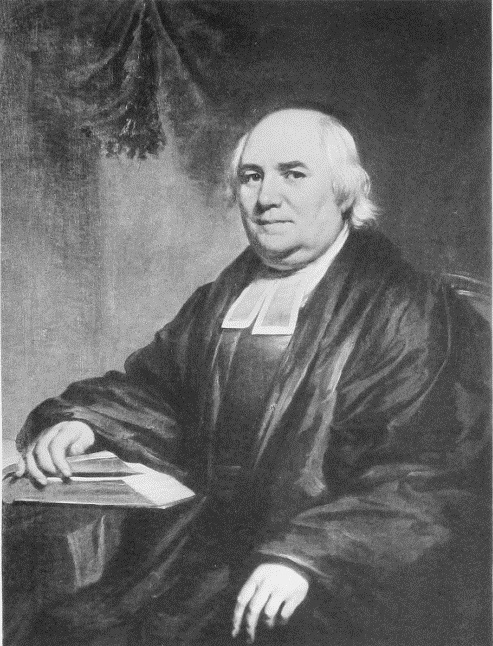
Преподобный Уильям Харрис, ректор церкви Святого Марка, 1801–1816

Ректор Уильям Гатри известен тем, что включал церемонии коренных американцев, индуистов, буддистов, бахаи и приглашённых ораторов этих деноминаций в богослужения.
Сегодня в доме священника находятся Районный центр сохранения, Общество сохранения исторического наследия Гринвич-Виллидж и Совет исторических районов, а также другие природоохранные и общественные организации, такие как Poetry Project, Millennium Film Workshop и Danspace Project.
За прошедшие годы несколько голландских высокопоставленных лиц посетили церковь при визите в Соединённые Штаты. В 1952 году королева Нидерландов Юлиана посетила церковь и возложила венок, подаренный её матерью, королевой Вильгельминой, к бюсту Питера Стёйвесанта, который был подарен церкви Вильгельминой и правительством Нидерландов в 1915 году.

### Искусство
Церковь Святого Марка поддерживает активное художественное сообщество с XIX века.
В 1919 году поэт Халил Джебран был назначен членом Комитета искусств Святого Марка, а в следующем году были открыты две выдающиеся статуи индейцев, «Стремление» и «Вдохновение» скульптора Солона Борглума, которые стоят у входа в церковь. Джебран также представил чтения своих знаменитых письменных работ, некоторые из которых на какое-то время стали ежегодными, а также выставку своих рисунков. В 1922 году в церкви танцевала Айседора Дункан, а в 1930 году — Марта Грэм. В 1926 году поэт Уильям Карлос Уильямс читал лекции на воскресном симпозиуме Святого Марка, в котором на протяжении многих лет выступали такие артисты, как Эми Лоуэлл, Эдвард Стайхен, Гарри Гудини, Эдна Сент-Винсент Миллей, Рут Сен-Дени и Карл Сэндберг.

## Известные захоронения
И в Восточном, и в Западном дворах церкви есть каменные усыпальницы, в которых были похоронены многие известные жители Нью-Йорка. Хотя в церкви больше не проводятся захоронения всего тела, кремация по-прежнему проводится в церковном склепе под Западным двором.
- Чарльз Антон[англ.] — антиковед

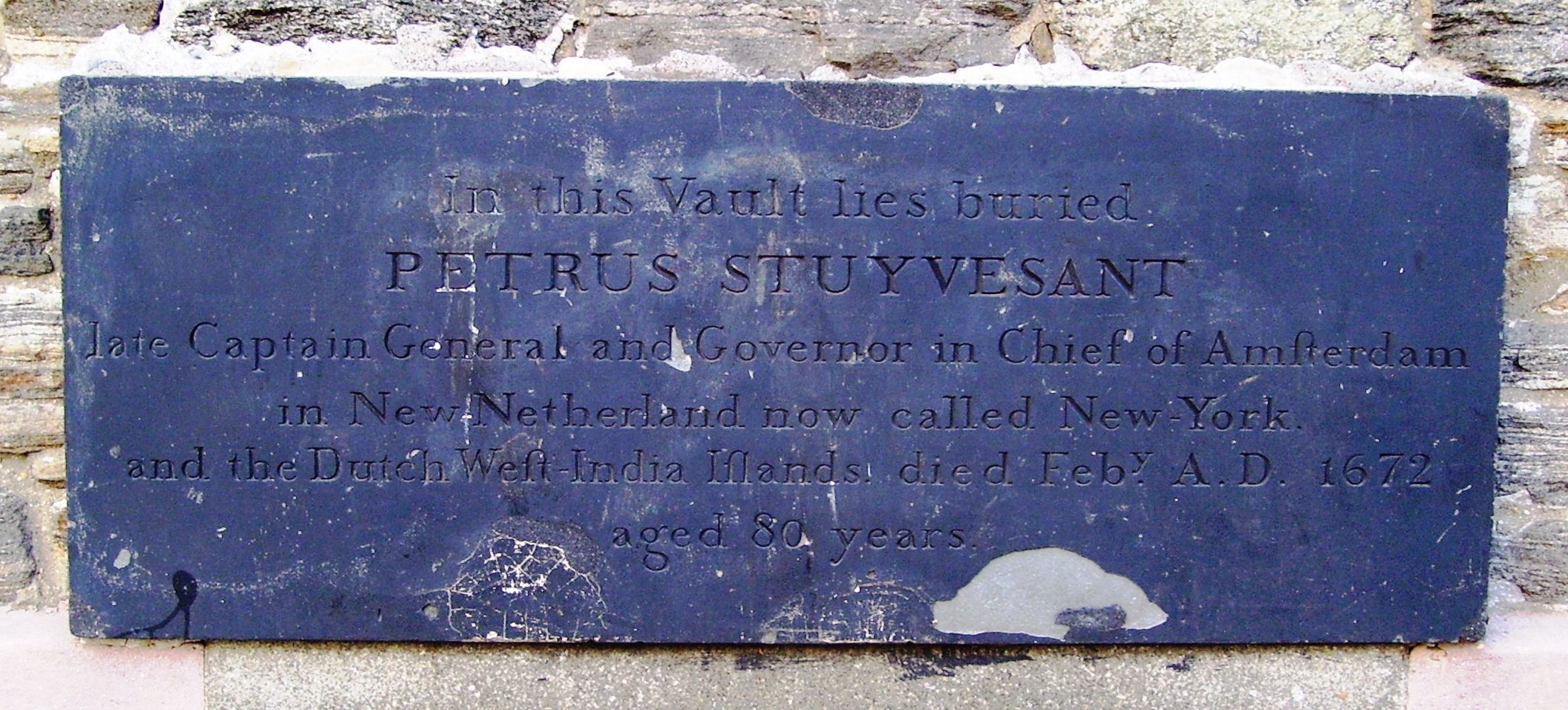
Крышка усыпальницы Питера Стёйвесанта

- Джон Кольт[англ.] — осуждённый убийца и брат Сэмюэля Кольта (изобретателя револьвера кольт), был похоронен в 1842 году после самоубийства в тюрьме The Tombs[англ.][14].
- Мириам Фридлендер[англ.] (1914—2009) — американский политик, родилась в Бронксе, представляла район городского совета в Нижнем Ист-Сайде и Чайнатауне Нью-Йорка с 1974 по 1991 год.
- Томас Эддис Эммет — юрист и политик, занимавший пост генерального прокурора штата Нью-Йорк[англ.].
- Николас Фиш[англ.] (1758—1833) — солдат Войны за независимость, позже служивший генерал-адъютантом штата Нью-Йорк; отец губернатора штата Нью-Йорк и сенатора США Гамильтона Фиша (1808–1893).
- Филип Хоун[англ.] (1780–1851) — торговец и мэр Нью-Йорка[15]
- Джон Брукс Левитт[англ.] — поверенный, церковный староста церкви Святого Марка[16]
- Гидеон Ли[англ.] (1778–1841) — мэр Нью-Йорка и член палаты представителей США[15].
- Коммодор Мэтью Перри — известен своей ролью в «открытии» Японии; позже его тело было перевезено на островное кладбище в Ньюпорте, штат Род-Айленд.
- Александр Терни Стюарт[англ.] (1803–1876) — богатый нью-йоркский торговец, тело которого было украдено через два года после его похорон и удерживалось с целью получения выкупа[17].
- Питер Стёйвесант (1612–1672) — генерал-губернатор голландской колонии Новый Амстердам[15]
- Дэниел Томпкинс (1774–1825) — вице-президент США при президенте Джеймсе Монро и бывший губернатор штата Нью-Йорк[18]